# Josef Kryll
Josef Kryll (* 8. března 1935) byl český a československý politik Komunistické strany Československa a poslanec Sněmovny lidu Federálního shromáždění za normalizace.

## Biografie
K roku 1971 se profesně uvádí jako dělník. K roku 1976 jako zámečník.
Ve volbách roku 1971 zasedl do Sněmovny lidu (volební obvod č. 8 - Praha 5). Mandát obhájil ve volbách roku 1976 (obvod Praha 5-sever), volbách roku 1981 (obvod Praha 5-sever) a volbách roku 1986 (obvod Praha 5) . Ve Federálním shromáždění setrval do konce funkčního období, tedy do svobodných voleb v roce 1990. Netýkaly se ho takzvané kooptace do Federálního shromáždění po sametové revoluci.